# أيمن الدمعي
أيمن الدمعي (من مواليد 10 ديسمبر 1982) هو لاعب كرة قدم محترف سابق لعب كمدافع وكلاعب خط وسط دفاعي. ولد في فرنسا ولعب مع المنتخب الجزائري قبل أن ينتقل إلى المنتخب التونسي.

## مسيرته الرياضية
لعب لأول مرة في منتخب الجزائر تحت 23 سنة لكرة القدم، لكنه اختار أخيرا تونس بعد نزاع بينه وبين الاتحاد الجزائري لكرة القدم.
تم اختياره لأول مرة في أوائل عام 2009 من قبل المدرب البرتغالي لمنتخب تونس لكرة القدم هومبيرتو كويلهو، للمباراة بين تونس وهولندا في 11 فبراير 2009 في تونس. كانت أول مباراة رسمية له مع تونس مباراة تأهيلية لكأس العالم 2010 ضد كينيا.
لعب في أندية مختلفة، بما في ذلك نادي ميتز من 2001 إلى 2004 ثم في نادي ساربروكن من 2004 إلى 2006، قبل أن ينتقل إلى نادي كايزرسلاوترن من 2006 إلى 2009. اليوم، يلعب في ألمانيا آخن.

## حياته الخاصة
ولد ديماي في تيونفيل في فرنسا لأب جزائري وأم تونسية. وهو يحمل الجنسيتين الفرنسية والتونسية.

## روابط خارجية
- أيمن الدمعي على موقع قاعدة بيانات كرة القدم.إي يو (الإنجليزية)
- أيمن الدمعي على موقع بيانات كرة القدم. دي إي (الألمانية)
- أيمن الدمعي على موقع ناشيونال فوتبول تيمز (الإنجليزية)
- أيمن الدمعي على موقع عالم كرة القدم.نت (الإنجليزية)

  - أيمن الدمعي على موقع قاعدة بيانات كرة القدم.إي يو (الإنجليزية)
- أيمن الدمعي على موقع بيانات كرة القدم. دي إي (الألمانية)
- أيمن الدمعي على موقع ناشيونال فوتبول تيمز (الإنجليزية)
- أيمن الدمعي على موقع عالم كرة القدم.نت (الإنجليزية)

  - أيمن الدمعي على موقع قاعدة بيانات كرة القدم.إي يو (الإنجليزية)
- أيمن الدمعي على موقع بيانات كرة القدم. دي إي (الألمانية)
- أيمن الدمعي على موقع ناشيونال فوتبول تيمز (الإنجليزية)
- أيمن الدمعي على موقع عالم كرة القدم.نت (الإنجليزية)

  - أيمن الدمعي على موقع قاعدة بيانات كرة القدم.إي يو (الإنجليزية)
- أيمن الدمعي على موقع بيانات كرة القدم. دي إي (الألمانية)
- أيمن الدمعي على موقع ناشيونال فوتبول تيمز (الإنجليزية)
- أيمن الدمعي على موقع عالم كرة القدم.نت (الإنجليزية)

  - أيمن الدمعي على موقع قاعدة بيانات كرة القدم.إي يو (الإنجليزية)
- أيمن الدمعي على موقع بيانات كرة القدم. دي إي (الألمانية)
- أيمن الدمعي على موقع ناشيونال فوتبول تيمز (الإنجليزية)
- أيمن الدمعي على موقع عالم كرة القدم.نت (الإنجليزية)

  - أيمن الدمعي على موقع قاعدة بيانات كرة القدم.إي يو (الإنجليزية)
- أيمن الدمعي على موقع بيانات كرة القدم. دي إي (الألمانية)
- أيمن الدمعي على موقع ناشيونال فوتبول تيمز (الإنجليزية)
- أيمن الدمعي على موقع عالم كرة القدم.نت (الإنجليزية)

أيمن الدمعي على موقع قاعدة بيانات كرة القدم.إي يو (الإنجليزية)
- أيمن الدمعي على موقع بيانات كرة القدم. دي إي (الألمانية)
- أيمن الدمعي على موقع ناشيونال فوتبول تيمز (الإنجليزية)
- أيمن الدمعي على موقع عالم كرة القدم.نت (الإنجليزية)